# Safia sinaloa
Safia sinaloa är en fjärilsart som beskrevs av William Schaus 1922. Safia sinaloa ingår i släktet Safia och familjen nattflyn. Inga underarter finns listade.